# Baghaberd
Baghaberd (en armeni: Բաղաբերդ) és el nom donat a una fortalesa armènia dels segles IV al XII situada al llarg d'una cresta amb vista al riu Voghji a catorze quilòmetres al nord-oest de la ciutat de Kapan a la província de Siunik d'Armènia. Es troba a 1.267 metres sobre el nivell del mar.

## Història
Baghaberd es creu que va ser construït al segle IV per Baghak de Sisak Nahapet. D'acord amb la Història de la Província de Siunik de Stepanos Orbelian, en la segona meitat del segle IV el príncep Andovk, senyor hereditari de Siunia, va atacar i va saquejar una de les ciutats del rei persa sassànida Sapor II (309-379), mentre aquest rei estava en guerra amb els hunos. Sapor II, furiós per l'incident, va conduir als seus exèrcits cap a Siunia per derrotar el príncep Andovk amb gran quantitat de contingents fins a Baghaberd. Una vegada que les forces del rei van arribar a la fortalesa, Andovk i les seves tropes van aconseguir detenir a tres de les unitats militars de Sapor, fent rodar roques a baix pel penya-segat, sobre ells. No obstant això el príncep Andovk aviat va fugir a Constantinoble i els seus súbdits es van dispersar. Quan va arribar a la ciutat l'emperador Teodosi I li va rebre i li va honrar amb grans honors.
Baghaberd es va convertir a l'última capital del regne Siunia després de la destrucció de la propera població de Kapan l'any 1103. La fortalesa va ser capturada pels turcs seljúcides l'any 1170 i els seus tresors van ser destruïts juntament amb més de 10.000 manuscrits.

## Galeria

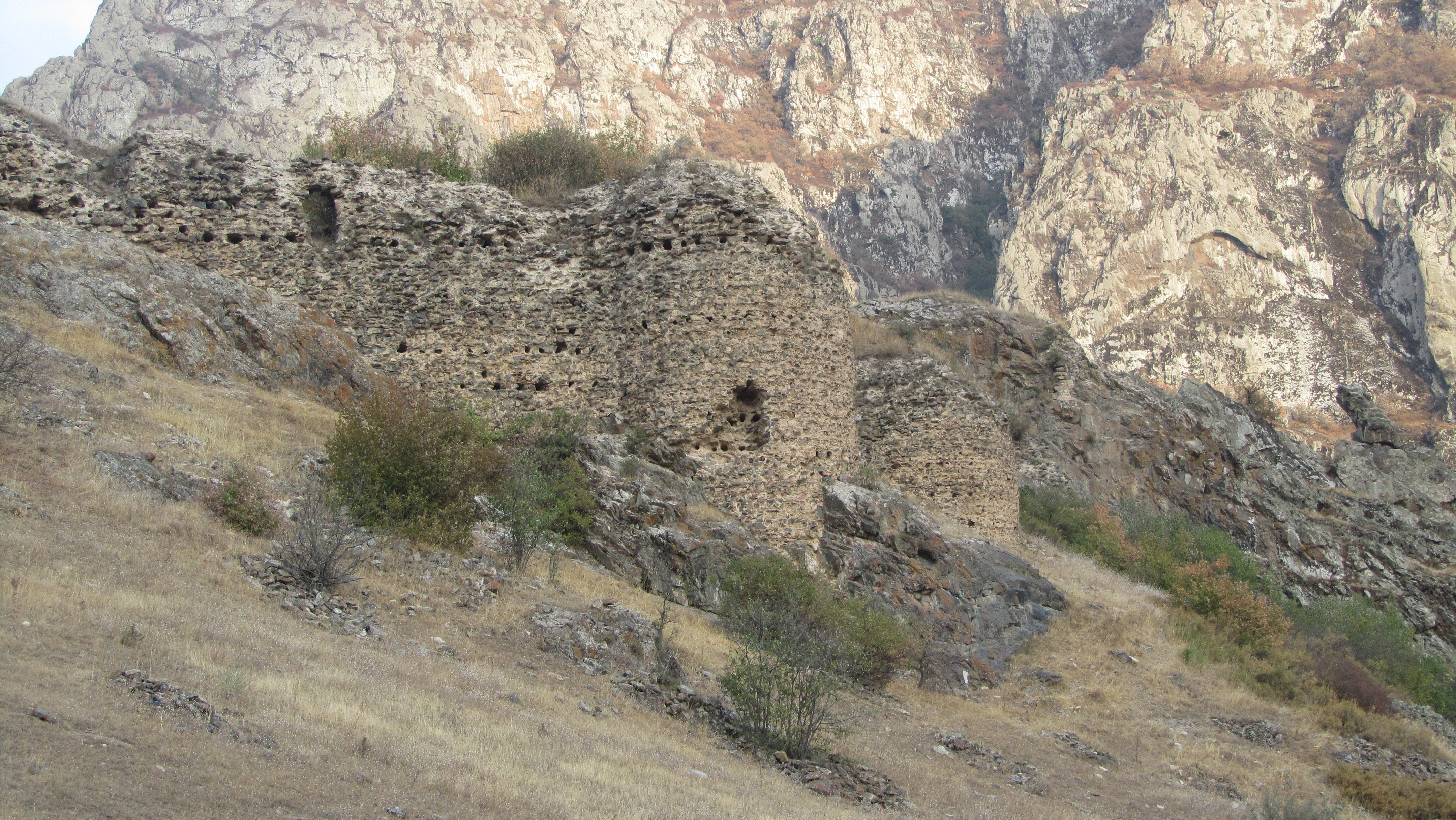
Vista de la parte fortificada Baghaberd.
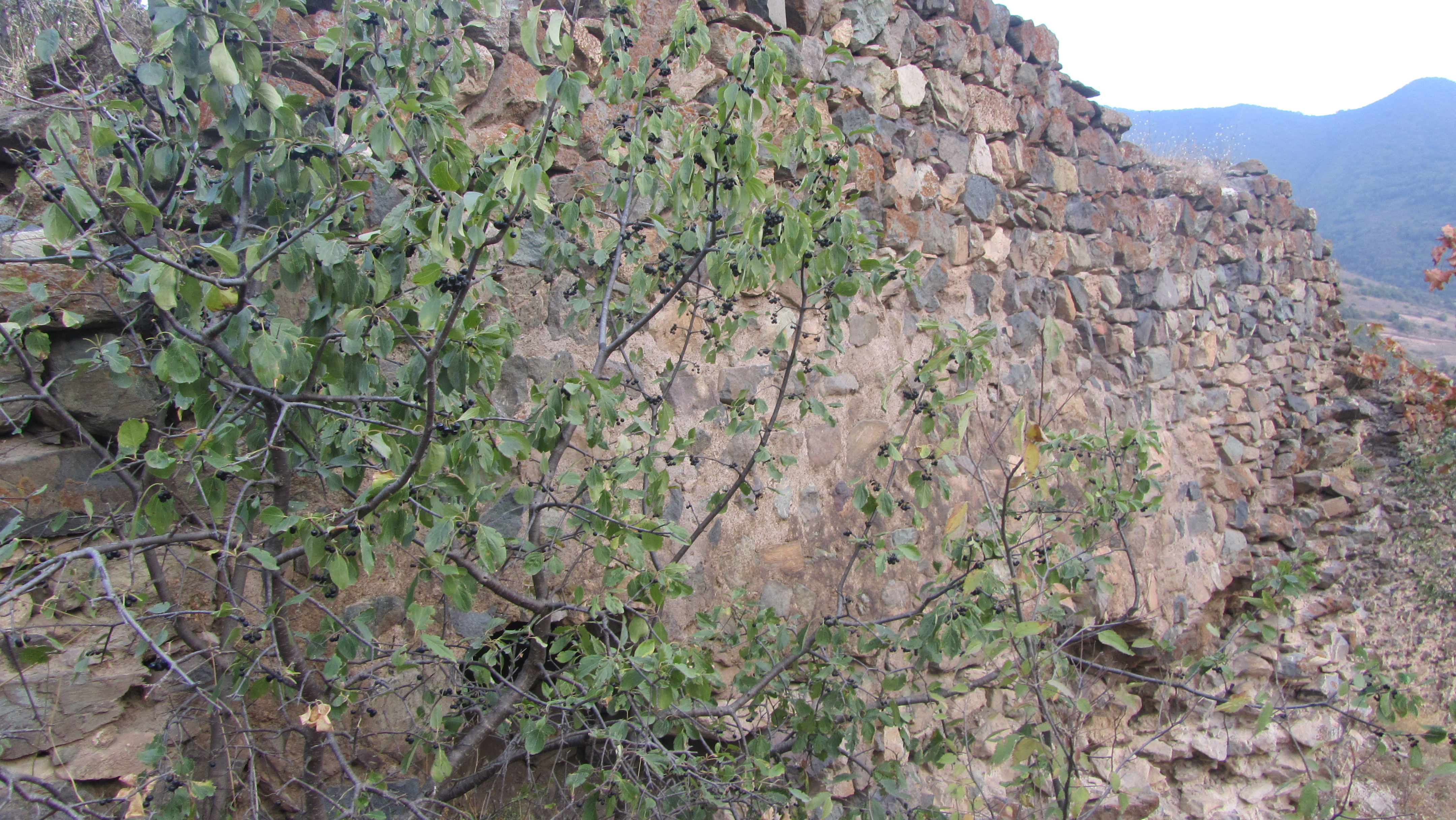
Vista de una parte del muro.
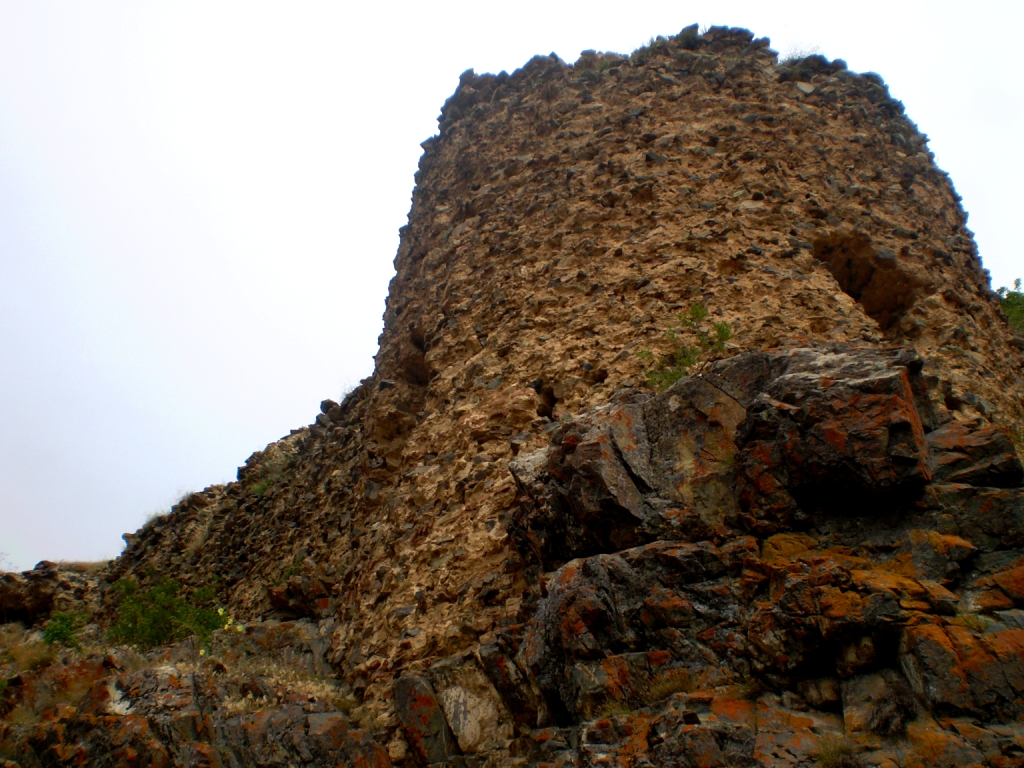
Ruinas de Baghaberd.
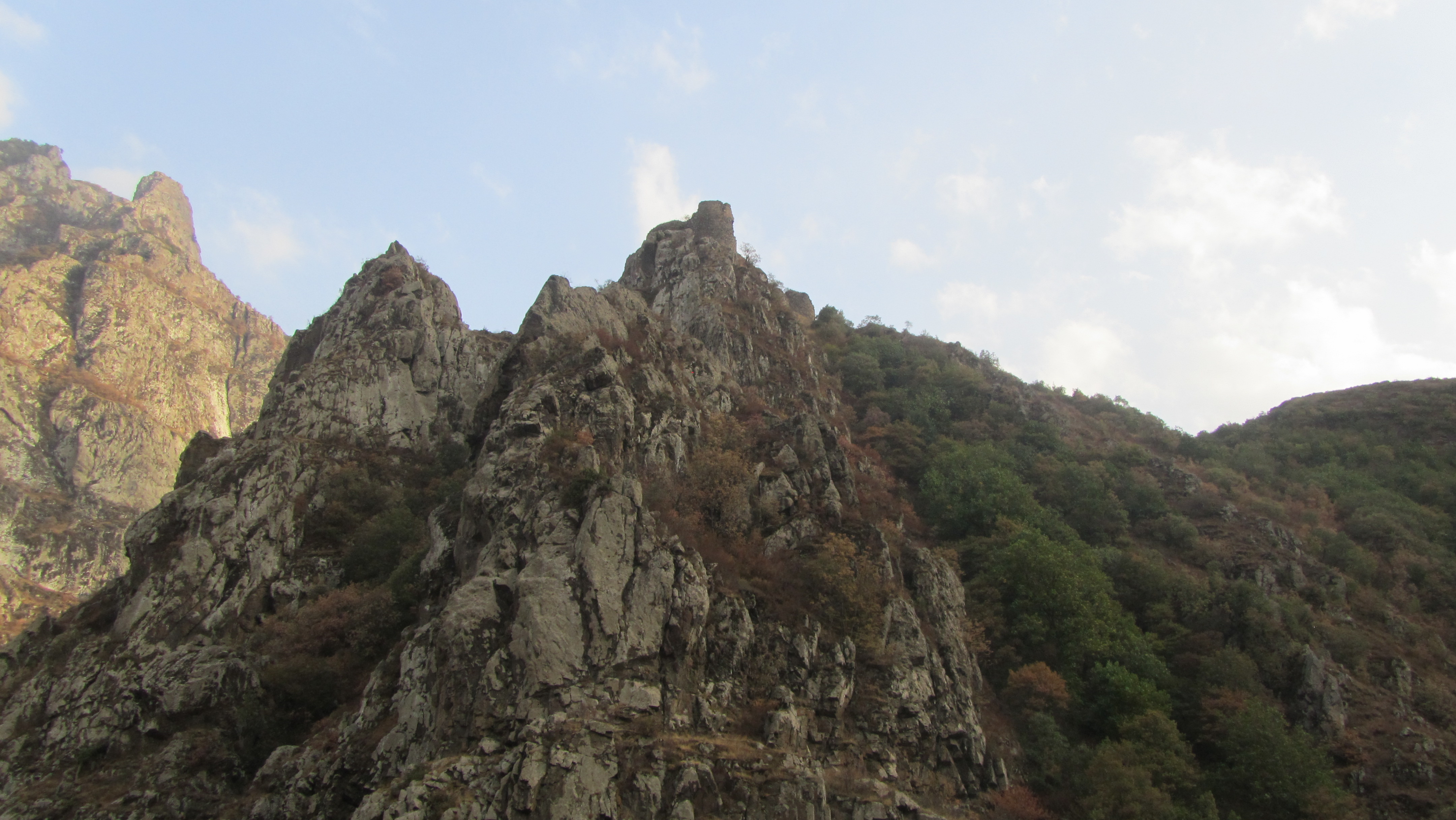
Vista general.